# Pabna
Pabna (bengalí পাবনা Pabna) és una ciutat i municipi de Bangladesh, capital del districte de Pabna. Té una població d'uns 138.000 habitants (el 1901 eren 18.424 habitants). Està situada a la riba de l'Ichamati. La municipalitat fou constituïda el 1876.